# 1984年ロサンゼルスオリンピックのイタリア選手団
1984年ロサンゼルスオリンピックのイタリア選手団（1984ねんロサンゼルスオリンピックのイタリアせんしゅだん）は、1984年7月28日から8月12日にかけてアメリカ合衆国のロサンゼルスで開催された1984年ロサンゼルスオリンピックのイタリア選手団、およびその競技結果。

## 概要
今大会は金メダル14個、銀メダル6個、銅メダル12個の合計32個のメダルを獲得した。

## メダル
| メダル | 選手名                                                                                          | 競技   | 種目                       |
| ------ | ----------------------------------------------------------------------------------------------- | ------ | -------------------------- |
| 金     | アルベルト・コバ                                                                                | 陸上   | 男子10000m                 |
| 金     | アレッサンドロ・アンドレイ                                                                      | 陸上   | 男子砲丸投                 |
| 金     | ガブリエラ・ドリオ                                                                              | 陸上   | 女子1500m                  |
| 金     | マルチェッロ・バルタリーニ マルコ・ジョヴァンネッティ エロス・ポーリ クラウディオ・ヴァンデッリ | 自転車 | 男子チームタイムトライアル |
| 銀     | サラ・シメオニ                                                                                  | 陸上   | 女子走高跳                 |
| 銀     | エツィオ・ガンバ                                                                                | 柔道   | 男子71kg以下級             |
| 銅     | マウリツイオ・ダミラノ                                                                          | 陸上   | 男子20km競歩               |
| 銅     | サンドロ・ベルッチ                                                                              | 陸上   | 男子50km競歩               |
| 銅     | ジョバンニ・エバンジェリスティ                                                                  | 陸上   | 男子走幅跳                 |